# 斯特芬·博格斯
斯特芬·博格斯（德語：Steffen Bogs，1965年10月8日—），德国前男子赛艇运动员。他曾代表东德参加1988年夏季奥林匹克运动会赛艇比赛，获得男子四人双桨铜牌。